# Sugawara Kota
Sugawara Kota (菅原 康太 Sugawara Kōta, sinh ngày 22 tháng 5 năm 1985) là một cầu thủ bóng đá người Nhật Bản thi đấu cho Kochi United SC của Shikoku Soccer League.

## Thống kê câu lạc bộ
Cập nhật đến ngày 20 tháng 2 năm 2016.
| Thành tích câu lạc bộ | Thành tích câu lạc bộ | Thành tích câu lạc bộ | Giải vô địch | Giải vô địch | Cúp                   | Cúp                   | Tổng cộng | Tổng cộng |
| Mùa giải              | Câu lạc bộ            | Giải vô địch          | Số trận      | Bàn thắng    | Số trận               | Bàn thắng             | Số trận   | Bàn thắng |
| Nhật Bản              | Nhật Bản              | Nhật Bản              | Giải vô địch | Giải vô địch | Cúp Hoàng đế Nhật Bản | Cúp Hoàng đế Nhật Bản | Tổng cộng | Tổng cộng |
| --------------------- | --------------------- | --------------------- | ------------ | ------------ | --------------------- | --------------------- | --------- | --------- |
| 2004                  | Đại học Kokushikan    | JFL                   | 18           | 6            | 0                     | 0                     | 18        | 6         |
| 2008                  | Tokushima Vortis      | J2 League             | 18           | 4            | 1                     | 0                     | 19        | 4         |
| 2009                  | Tokushima Vortis      | J2 League             | 17           | 2            | 1                     | 0                     | 18        | 2         |
| 2010                  | Grulla Morioka        | JRL (Tohoku, Div. 1)  | 13           | 10           | 2                     | 0                     | 15        | 10        |
| 2011                  | MIO Biwako Kusatsu    | JFL                   | 17           | 6            | -                     | -                     | 17        | 6         |
| 2012                  | MIO Biwako Shiga      | JFL                   | 32           | 17           | -                     | -                     | 32        | 17        |
| 2013                  | Zweigen Kanazawa      | JFL                   | 33           | 11           | 3                     | 2                     | 36        | 13        |
| 2014                  | FC Osaka              | JRL (Kansai, Div. 1)  | 2            | 0            | 0                     | 0                     | 2         | 0         |
| 2015                  | FC Osaka              | JFL                   | 8            | 2            | 0                     | 0                     | 8         | 2         |
| Tổng                  | Tổng                  | Tổng                  | 132          | 50           | 7                     | 2                     | 139       | 52        |